# Saldino-Mainzer-Syndrom
Das Saldino-Mainzer-Syndrom ist eine sehr seltene angeborene Erkrankung mit den Hauptmerkmalen Nierendysplasie, Retinopathia pigmentosa, Kleinhirnataxie und Skelettdysplasie.
Synonyme sind: Mainzer-Saldino-Syndrom; MZSDS; Conorenales Syndrom; englisch Short-RIB Thoracic Dysplasia 9 With Or Without Polydactyly; SRTD9
Die Erstbeschreibung erfolgte im Jahre 1970 durch den US-amerikanischen Radiologen Frank Mainzer und den US-amerikanischen Kinderradiologen Ronald M. Saldino.

## Verbreitung
Die Häufigkeit wird mit unter 1 zu 1.000.000 angegeben, bislang wurde über etwa 20 Patienten berichtet. Die Vererbung erfolgt autosomal-rezessiv.

## Ursache
Der Erkrankung liegen Mutationen im IFT140-Gen im Chromosom 16 am Genort p13.3 oder im IFT172-Gen im Chromosom 2 an p23.3 zugrunde.

## Klinische Erscheinungen
Klinische Kriterien sind:
- Zerebelläre Ataxie
- Juvenile Nephronophthise rasch zur Niereninsuffizienz führend
- Metaphysäre Chondrodysplasie mit Veränderungen am Femurhals, kurze Endphalangen der Finger, Zapfenepiphysen der Metakarpalia und Mittelfußknochen
- schmaler Thorax, breite Rippen, plumpe Wirbelkörper, Lordose
- Pigmentdegenration der Retina, Nystagmus, Strabismus, Optikusatrophie
- juvenile Leberfibrose
- Innenohrschwerhörigkeit
- Gesichtsauffälligkeiten mit kleinem Gesicht und hohem Gaumen
- leichter bis mäßig ausgeprägter Kleinwuchs